# Konrad Zuse
 (juin 2019).
Si vous disposez d'ouvrages ou d'articles de référence ou si vous connaissez des sites web de qualité traitant du thème abordé ici, merci de compléter l'article en donnant les références utiles à sa vérifiabilité et en les liant à la section « Notes et références ».
Konrad Zuse (22 juin 1910 – 18 décembre 1995) est un ingénieur allemand qui fut l'un des pionniers du calcul programmable qui préfigure l'informatique. Il est considéré comme le créateur du premier ordinateur  programmable en calcul binaire et à virgule flottante qui a vraiment fonctionné : le Z3 en 1941.

## Biographie
Il développa entre 1936 et 1938 le Z1, un premier calculateur mécanique utilisant un moteur électrique qui ne fonctionna jamais correctement.  
Sa grande réussite fut la création du premier calculateur électromécanique programmable binaire à virgule flottante, le Z3. Commencé en 1937, il fut achevé en 1941.
Si l'on assimile le mot « ordinateur » à son équivalent anglais « computer » qui signifie à la fois « calculateur » et « ordinateur », le titre de « premier ordinateur » peut être revendiqué par un grand nombre de machines dont le Z3. Mais le mot « ordinateur » a été créé par IBM en 1953 pour justement différencier les « calculateurs » et ses machines couplant une unité de calcul sur des données à une unité de contrôle pilotant les calculs en fonction des données, architecture dite de Von Neumann toujours en gros utilisée sur les ordinateurs en 2020. Trois étapes séparent le Z3 d'un ordinateur :
1. le saut d'instruction conditionnel qui permet de traiter complètement les blocs conditionnels SI/ALORS/SINON et les appels de fonctions
(Colossus Mark 1 - 1944 Angleterre) ;
2. la structure électronique qui permet à la machine de dépasser la rigidité des systèmes mécaniques
(ENIAC US Army - 1946 États-Unis)
En 1937, Helmut Schreyer, l'assistant de Konrad Zuse, proposa d'utiliser des tubes à vides pour construire le Z3 mais ce dernier trouva d'abord l'idée « folle » (« Schnapsidee ») ; par la suite, K. Zuse demanda au gouvernement allemand de lui fournir des tubes électroniques mais sa demande fut rejetée car considérée comme « non indispensable à l'effort de guerre »
3. l'architecture de l'unité centrale dite von Neumann combinant une unité de calcul classique a une unité de commande pilotée par les données, toujours utilisée en gros par les ordinateurs actuels (2020). C'est cette architecture qui a permis de passer d'un simple calculateur à une machine universelle capable de traiter tous les types d'informations (asservissement, simulation, multimédia...).
(publication États-Unis 1946 « First Draft of a Report on the EDVAC », MARK 1 de l’université de Manchester - Angleterre 1948)

Le Z3 servit principalement à effectuer des calculs pour l'amélioration des profils aérodynamiques, en parallèle avec d'autres calculateurs de Konrad Zuse. Il fut détruit en 1944 par des bombardements alliés. 
Konrad Zuse le conçut sur la base du système binaire inventé par Gottfried Wilhelm Leibniz. Il est probable que Zuse connaissait les travaux de George Boole sur l'algèbre binaire (« booléenne ») et de Claude Shannon, qui proposait d'appliquer cette algèbre aux relais téléphoniques, afin d'obtenir des machines logiques. Zuse eut des résultats semblables aux travaux de Charles Babbage, alors qu'il ne connut (voir discussion) ses travaux qu'après la fin de la guerre. 
Konrad Zuse aurait pu être un artisan de l'évolution du calculateur vers l'ordinateur, mais cela n'a pas été le cas. Il n'était pas un scientifique recherchant les progrès pour tous, mais un ingénieur dans une logique de production et de profits. La publication dans des revues scientifiques ou les communications dans des congrès ne l'intéressaient pas et il travailla dans un total isolement intellectuel entre 1936 et 1945. Même durant la guerre, la communauté scientifique allemande ignorait ses travaux. Sa logique commerciale est confirmée par l'ensemble de sa carrière. Konrad Zuse était dans une démarche  à l'opposé de celle des fondateurs de l'ordinateur comme Alan Turing ou John von Neumann, qui conceptualisaient et publiaient avant de passer aux applications.
Conséquence de ce manque de visibilité dans la communauté scientifique et du succès confidentiel de ses productions, Konrad Zuse ne fut pas, contrairement à la plupart des scientifiques allemands de qualité, « vivement invité » par les Russes ou les Américains à la fin de la guerre en 1945.
Son apport à la machine de guerre allemande fut surtout ses calculateurs spécialisés S1 et S2 développés pour l'Aerodynamische Versuchsanstalt (Institut de recherche aérodynamique). Il s'agissait de calculateurs spécialisés dans la correction aérodynamique des ailes des bombes à guidage Henschel Werke Hs 293 et Hs 294, développées par l'armée allemande entre 1941 et 1945. Ces bombes étaient les précurseurs des missiles V1.
Il conçut aussi le premier langage de haut niveau nommé Plankalkül, qu'il ne put utiliser faute de spécifications précises et d'une machine capable de le supporter. Ce langage resta ignoré de tous jusqu'à sa publication en 1972, plus de vingt ans après la sortie du Fortran (1950), beaucoup plus puissant et surtout effectivement implémentable. Ce langage ne fut opérationnel qu'en 2000, lorsqu'une équipe de l'université libre de Berlin en développa une implémentation à titre historique.
Selon ses dires, ses calculateurs S1 et S2 furent peut-être récupérés par l'URSS en 1945. Il est donc possible que son travail ait profité aux premiers missiles russes.

## Dates clefs de Horst Zuse

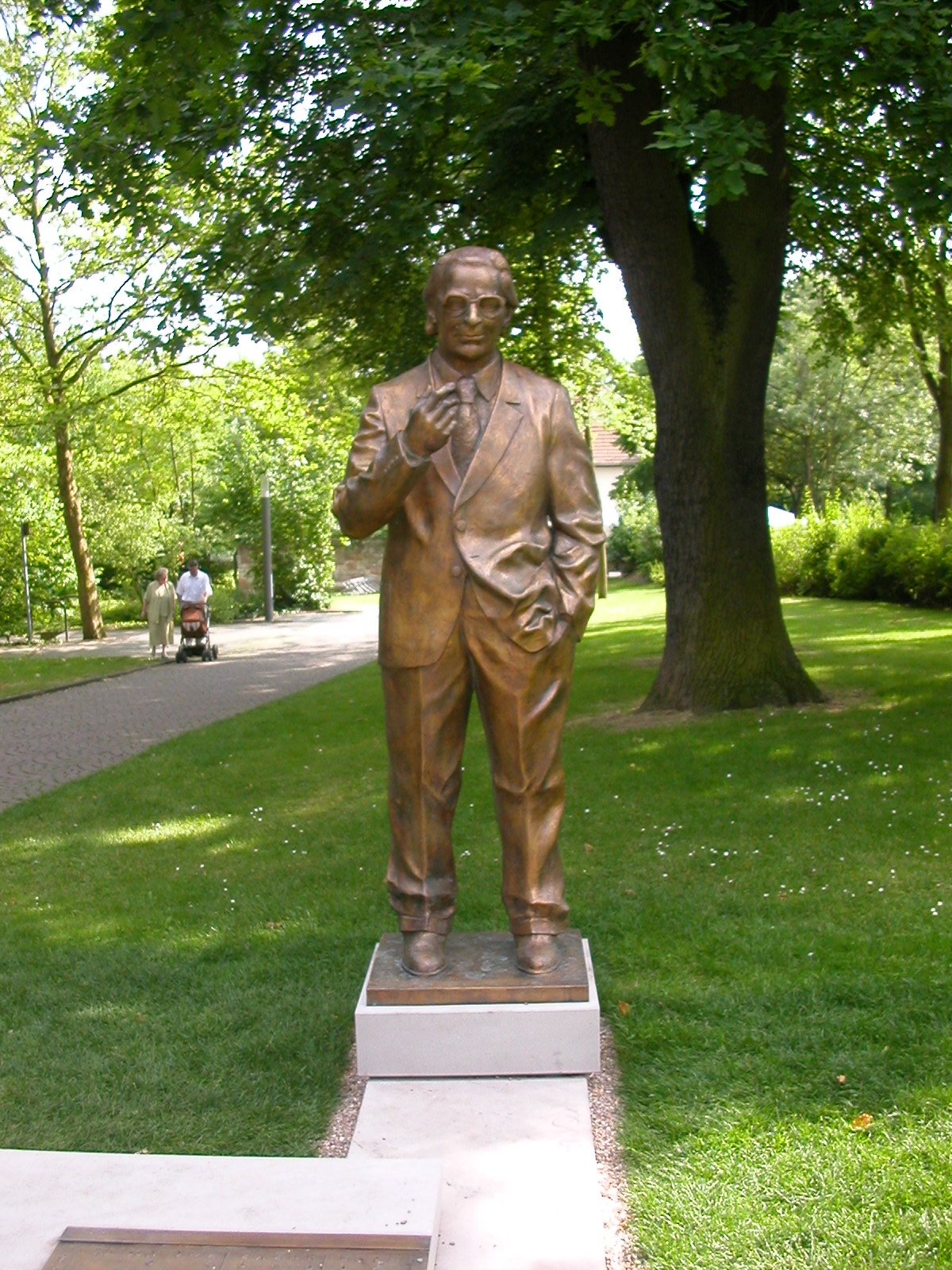
Statue de Konrad Zuse à Bad Hersfeld en Allemagne.

La liste suivante a été à l'origine constituée par Horst Zuse (en), le fils de Konrad, avec ses propres appréciations concernant les primautés. Les éléments entre crochets ont été ajoutés à son texte.
- 1910 : naissance de Konrad Zuse à Berlin
- 1927-1935 : études d'ingénieur à la Technische Hochschule Berlin-Charlottenburg
- 1936 : Z1, développement du premier calculateur programmable binaire du monde [qui n'a jamais fonctionné correctement]
- 1938 : Z2, développement avec des relais électromécaniques et une mémoire mécanique
- 1940 : création de l'entreprise « Zuse Apparatebau Berlin »
- 1941 : Z3, le premier ordinateur du monde [le Z3 n'était pas véritablement un ordinateur, mais il était programmable, binaire et capable de calcul à virgule flottante]
- 1944 : Z4, complètement à relais [commencé en 1942, achevé comme calculateur en 1945, transformé en ordinateur en Suisse en 1950]
- 1946 : création de « Zuse Ingenieurbüros, Hopferau »
- 1949 : création de « Zuse KG » à Neukirchen, en Haute-Hesse
- 1954 : livraison du calculateur à relais Z5 à la société Leitz à Wetzlar
- 1956 : Z11, premier calculateur à relais construit en série en Allemagne
- 1957 : transfert de l'usine à Bad Hersfeld
- 1958 : Z22, premier calculateur à tubes construit en Allemagne
- 1959 : Z23, premier calculateur à transistors de la société Zuse KG
- 1961 - 1964 : Z25, Z31 : calculateurs à transistors ; Z64, première machine à dessin automatique (Graphomat)
- 1964 : la société Zuse KG est reprise par Siemens [à la suite de difficultés financières].